# Wet the Bed
Wet the Bed è un brano musicale del cantante statunitense Chris Brown a cui collabora il rapper Ludacris, estratto come quarto singolo dal suo quarto album studio F.A.M.E. il 13 settembre 2011. Il brano è stato scritto da Brown, Kevin McCall, Sevyn Streeter, e Christopher Bridges, ed è stato prodotto da Bigg D.

## Tracce
- Download digitale

1. Wet the Bed featuring Ludacris – 4:26

## Classifiche
| Classifica (2011-22)      | Posizione massima |
| ------------------------- | ----------------- |
| Filippine                 | 13                |
| Stati Uniti               | 77                |
| Stati Uniti (R&B/hip hop) | 6                 |